# プリンテッド・エレクトロニクス
プリンテッド・エレクトロニクス（英語: Printed electronics）とは、印刷技術を用いてガラスや高分子製の基板上に作製された電子装置。

## 概要
従来より、メンブレンスイッチなど、一部の電子回路の形成に金属ナノ粒子を含む導電性インクを使用して回路が形成されて来た。近年ではさらに研究を進め、抵抗器やコンデンサーのような受動的な素子に留まらず、TFT液晶や有機ELで使用される有機薄膜トランジスタや不揮発性メモリの形成も進められる。
銀ナノ粒子は酸化したり不安定なのでメンブレンスイッチの接点のような用途ではカーボンが銀の上に被覆するように印刷される。
銀だけでなく、コストで有利な銅のナノ粒子の使用も進められる。
印刷の手法も光硬化樹脂に金属粒子を分散させて紫外光の照射により硬化、定着する手法やペースト状の導電体粒子を塗布後に高温で焼成して結合材を除去することにより金属製の回路を形成する手法などがあり、回路を印刷する手法も孔版印刷やインクジェット、X-Yプロッタのように複数の手法があり、それぞれ一長一短があるので用途に応じて使い分けられる。
またナノトランスファープリンティングを利用した集積回路の製造や有機太陽電池や各種センサーの製造も検討される。

## 長所
- 製造工程において真空・高温プロセスが必ずしも必要でないため低エネルギーである
- RTR（Roll to Roll）の生産方式である印刷技術を利用するので従来の露光、エッチング、半田付けを伴うプリント基板の生産よりも生産性が優れる

## 短所
- 使用できる素材がペースト状の印刷可能な素材に限られる
- 電気抵抗が従来のプリント基板に使用される銅箔よりも二桁、三桁も大きい[7]
- 銀の粒子で印刷された回路内に電位差が生じると銀原子が陽極から陰極へと移動するマイグレーションが生じてとりわけ高温多湿の環境で甚だしく、回路間で絶縁不良、短絡の故障を起こす原因になるので微細化の妨げになる[7]
- 印刷で形成される電子回路は、本質的に高周波回路としては使用できない[7]